# Alexander Weinland
Alexander Weinland (* 7. Juli 1971) ist ein deutscher Jurist und Richter. Er ist seit dem 2. Mai 2022 Richter am Bundesgerichtshof.

## Leben und Wirken
Weinland trat nach Abschluss seiner juristischen Ausbildung im Mai 1999 in den höheren Justizdienst des Saarlandes ein und war dort bei dem Landgericht Saarbrücken tätig. Im Mai 2002 wurde er zum Richter am Landgericht ernannt. In der Zeit von September 2005 bis August 2008 war Weinland als wissenschaftlicher Mitarbeiter an den Bundesgerichtshof abgeordnet. Nach kurzer Abordnung an das Oberlandesgericht Saarbrücken im Jahr 2013 erfolgte im Juli 2013 seine Ernennung zum Richter am Oberlandesgericht.
Nach seiner Ernennung zum Richter am Bundesgerichtshof am 2. Mai 2022 wies das Präsidium Weinland dem 4. Strafsenat zu, der vornehmlich für die Revisionen in Strafsachen aus den Bezirken der Oberlandesgerichte Hamm und Zweibrücken sowie für die Revisionen in Verkehrsstrafsachen zuständig ist. 2022 wechselte Weinland in den insbesondere für Insolvenzrecht sowie Anwalts- und Steuerberaterhaftung zuständigen IX. Zivilsenat.